# Embalse Ministro Pistarini
El embalse Ministro Pistarini, también conocido como embalse Rio Tercero, es el embalse artificial más extenso de toda la provincia de Córdoba, en la República Argentina. Está ubicado en el corazón del valle de Calamuchita.

## Generalidades
Con una superficie de 5600 ha, y una capacidad de almacenamiento de 735 hm³, el embalse Rio Tercero, también conocido como Embalse de Calamuchita, oficialmente denominado Ministro Pistarini, es el embalse artificial más extenso de toda la provincia de Córdoba, en la República Argentina.
Está ubicado en el corazón del valle de Calamuchita, entre las laderas norte de las Sierras de Los Cóndores y sur de las Sierras Chicas, a una altitud de 660 msnm, a 110 km al sur de la capital provincial, al que se puede acceder a través de la  RP 5 .
El lago está alimentado por una cuenca de 3300 km² aproximadamente, con una precipitación media anual de 750 mm.
Las aguas que fluyen de este embalse, cuya construcción se inició en 1911, dan origen al río Ctalamochita, cuyas aguas se vierten en el río Paraná, Carcarañá mediante. Estos cursos de agua, pertenecen a la extensa cuenca del Rio de la Plata.
A lo largo de sus 120 km de costa se han desarrollado importantes asentamientos urbanos que, en conjunto, suman una población aproximada de 50 347 habitantes (Indec, 2010), que se reparten entre las localidades de Embalse, Villa del Dique, San Ignacio, Villa Rumipal, Villa Quillinzo y Villa del Parque.
En la margen sur del embalse se ubica un centro recreativo conocido como la unidad turística de Embalse y la central nuclear más importante de Argentina: la Central nuclear Embalse.

## Historia

### Proyecto
El proyecto fue del MOP: Ministerio de Obras Públicas de la nación, y los Ingenieros involucrados fueron Alba Posse y Santiago Fitz Simon.

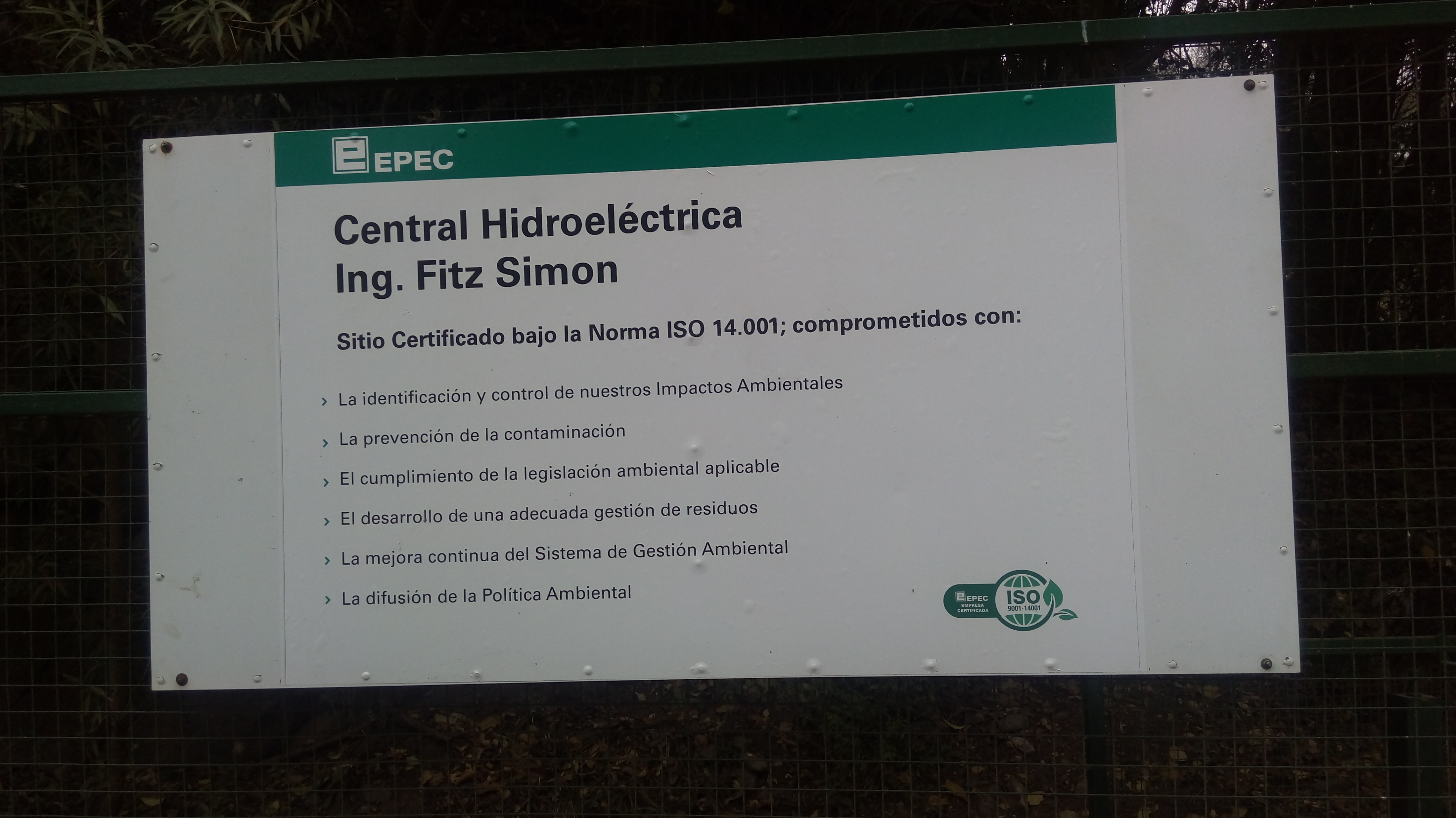
Cartel informativo central Fitz Simon

Hacia principios del siglo XX, a orillas de Rio Grande, comienza a formarse un pequeño asentamiento al que se lo denominó Pueblito de los Indios. Este asentamiento fue el que, con le paso del tiempo, dio origen a la actual ciudad de Embalse. Sin embargo, las grandes y violentas riadas que se producían en este curso de agua, literalmente arrasaban con todo a su paso. Así, el 10 de diciembre de 1911, ante la presencia del Ministro de Obras Públicas de la nación, el Dr. Exequiel Ramos Mexía, se colocaba la piedra basal de lo que sería un dique en la Quebrada del Rio Tercero. Esta idea había sido sugerida por la empresa Ferrocarril Central Argentino, que años tras año padecía la destrucción de las obras que realizaba para la circulación del tren. Así, con esta obra, no solo se podría controlar esas riadas sino que además contribuiría al suministro de agua para regar más de 56.000 ha de tierras de cultivo, en torno a las actuales ciudades de Almafuerte, Río Tercero y Tancacha. Además, se construiría una pequeña central hidroeléctrica en la zona conocida como El Salto, ubicada unos 19 km aguas abajo, para generación de energía eléctrica para consumo de la maquinaria que se utilizaría en la construcción del dique, y que luego podría servir para suministro eléctrico de las localidades cercanas.
Además, la empresa, debería construir todos los accesos férreos para el suministro de materiales.
Sin embargo, debido a la Primera Guerra Mundial, se tornó imposible importar materiales y debido a la crisis, las empresas, tomaron todas sus pertenencias y volvieron a Europa, dejándolo todo inconcluso. Se generan pues, diversas controversias en torno al manejo de los fondos reservados para la construcción de la represa, hasta que en 1916, se detienen las obras.
Diez años más tarde, finalizada la guerra, Europa, había perdido su hegemonía mundial en manos de Estados Unidos, y los países que habían participado en forma directa o indirecta en la guerra, habían pasado de ser acreedores a deudores, por lo que, sus empresas, no podían hacerse cargo de ningún tipo de obra en ninguna parte del mundo, y esta obra no estaba ajena a eso, por lo que quedó trunca.
 La situación en Argentina era un poco diferente. Al no haber estado involucrada en este combate bélico en forma directa, su situación económica no era crítica, y en 1926, el Estado Argentino retoma las obras del dique, siendo designado para la tarea, el ingeniero Carlos Alba Posse. Debido a que éste no tenía muchos conocimientos en este tipo de trabajos, pide ayuda a su amigo, el Ing. Santiago Enrique Fitz Simon (hijo del prestigioso docente Santiago Fitz Simon). Él fue quien aconsejó a Alba Posse, construir un murallón de tipo escollera, similar al que se había construido sobre el río DIX, es el estado de Kentucky, en Estados Unidos, y que tenía casi las mismas condiciones y medidas.
Así, Alba Posse convoca al ingeniero Antonio Torino para esta tarea, y al terminarlos, son presentados a Octavio Figueroa, Director de Irrigación, quien a su vez, pidió su aprobación a los Ingenieros Outes y Tiscornia. Fitz Simon y Alba Posse, eran los responsables técnicos de la obra, mientras a un Ingeniero Industrial de confianza de Figueroa más una mujer (ambos de nombres desconocidos), se le otorgan plenos poderes para adquirir bienes y servicios por contrato directo para la realización de la obra.
A finales de 1927, Fitz Simon regresa al país desde Estados Unidos, trayendo consigo, abundante maquinaria y experiencia para encarar la tarea de construir la represa.
Sin embargo, el nuevo proyecto tendría algunas importantes variaciones respecto del original.

### Nuevo Proyecto (más capacidad: 'El embalse más grande de Sudamérica')
Si bien algunas construcciones del proyecto inicial estaban terminadas o a medio construir, éstas no impedían hacer cambios en él.
Estudios más exhaustivos, determinaron que el río Tercero era más torrentoso de lo pensado, por lo que se podía aumentar la capacidad del embalse hasta llevarlo a ser, por aquellos años, el más grande de Sudamérica.
- Se duplicó la capacidad del embalse llevándolo a 560 hm³ (para ello, habría que aumentar la altura del paredón a 50 m, y una extensión de 360 m. Esto implicaba la construcción de un dique auxiliar.

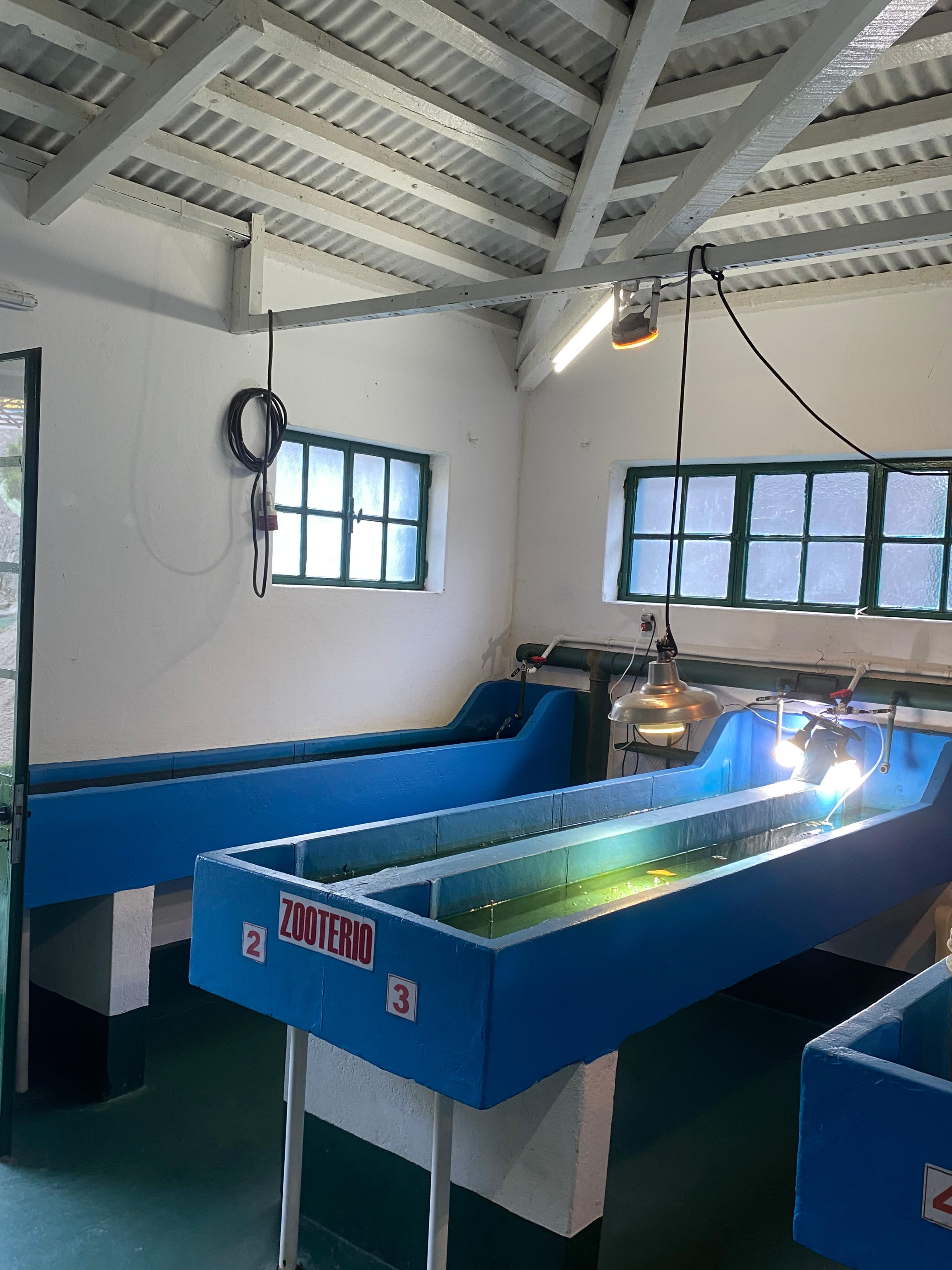
Interior de la Piscicultura en Embalse Ministro Pistarini

- Interior de la Piscicultura en Embalse Ministro PistariniSe construyó un dique auxiliar con tierra apisonada hasta alcanzar una altura de 10 m y 920 m de longitud.
- Se le agregó una segunda torre de hormigón para ingreso del agua, que proveería la fuerza necesaria a un grupo de turbinas que generarías energía eléctrica, dentro de un edificio apropiado, al pie del paredón, aguas abajo.
- Se mantenía la primera torre, que servía para el ingreso del agua a un túnel de 365 m de largo que desemboca en el río, sirviendo para desviar el curso del río durante la construcción de la represa.
- Se mantuvo el diseño de un vertedero con un canal de restitución.
- Debido al aumento del nivel del embalse, hubo que construir un segundo puente sobre el Arroyo de Las Vacas, actualmente conocido como Puente de Las Vacas (el primero corresponde al ubicado sobre al canal de restitución, vulgarmente denominado 'el vertedero').
- Se construyó una estación de piscicultura.
- Se construyeron viviendas para el personal que trabajaba en la obra.

### Detalle de la Obra

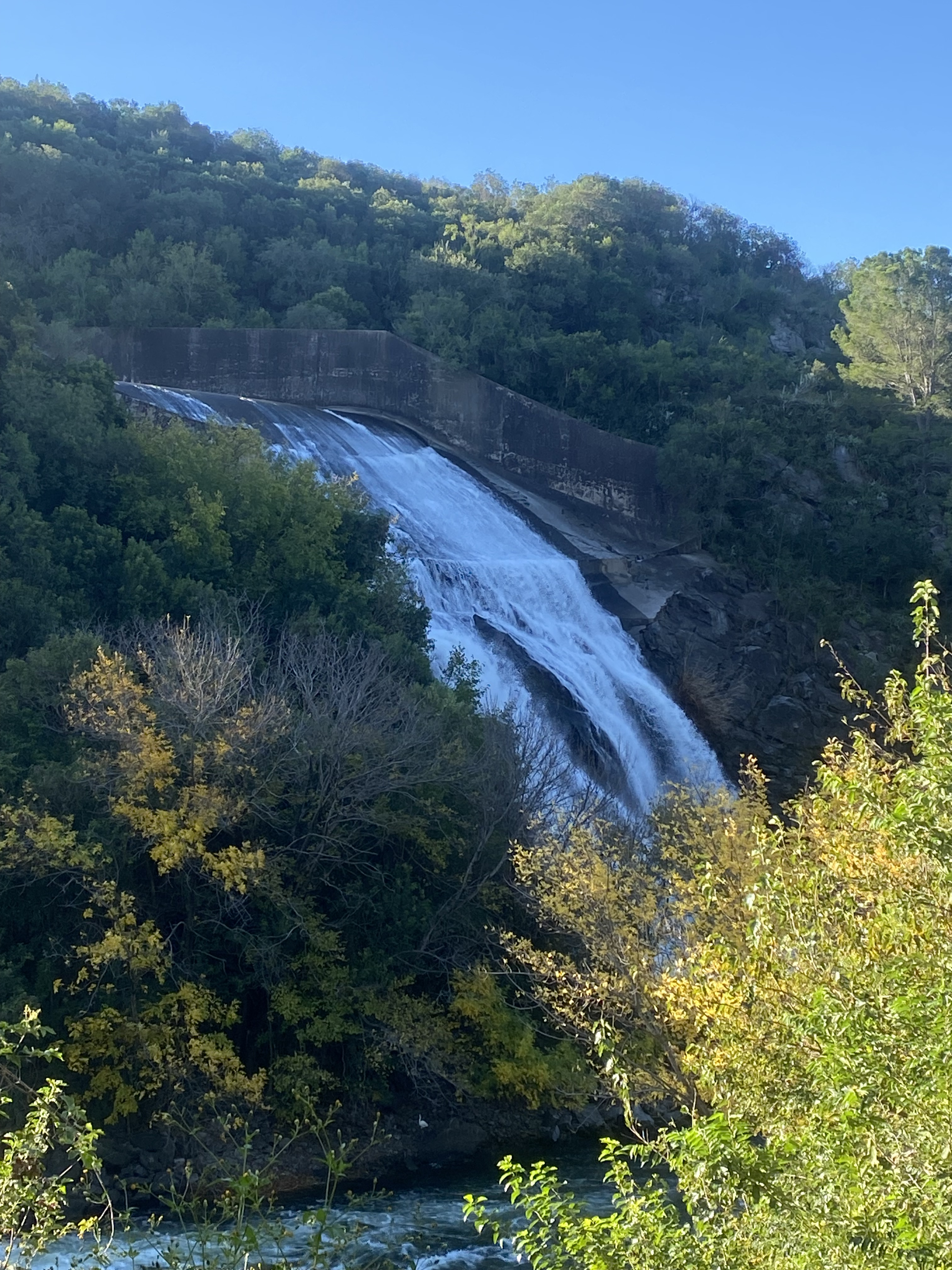
Vertedero Embalse Rio Tercero Córdoba

El murallón, de tipo escollera (un subtipo de presa de gravedad), que posee una altura de 58 m y 125 m de longitud, compuesto por materiales sueltos, con un volumen de 300 000 m³ e impermeabilizado, aguas arriba con hormigón armado, le permite almacenar 13 hm³ suplementarios.
El umbral del vertedero es de hormigón, de forma ovalada, en planta de cinco radios, de 200 m de longitud y 2 m de altura, que permite el paso de la lámina de agua hacia un canal evacuador. En caso que esta lámina fuera de 3,59 m de altura, podría evacuarse 2400 m³ por segundo. Toda esta masa de agua, se conduce por un canal de sección rectangular, que en su parte distal del vertedero (300 m) tiene un ancho de 35 m. Toda la roca granítica obtenida de la excavación de este canal, se utilizó en la construcción del murallón principal. Un porcentaje (la piedra de mejor calidad) se utilizó para revestir el murallón de contención mientras que el resto sirvió para rellenarlo, pero durante la construcción los últimos 130 m de este canal tuvieron que ser recubiertos con hormigón armado debido a la muy baja calidad de la roca granítica, para así evitar la erosión. Finalmente, este canal remata en una imponente caída libre de 35 m hasta el cauce normal del río.
Si bien el proyecto de irrigación se mantuvo vigente, quedó suspendido a una segunda etapa del proyecto, que en rigor de verdad, nunca se concretó.
Restos de la anterior obra, habían quedado construidos: el edificio de una sub-usina y que en la actualidad es el museo municipal, y algunos bloques de cemento desperdigados, que se utilizarían como relleno del paredón.
La obra se completa con la construcción de otras dos centrales, aguas abajo de la represa: las centrales hidroeléctricas Cassaffousth y Reolín (vulgarmente conocidas como Segunda Usina y Tercera Usina). La primera construida en 1927 y la segunda en 1936.
Finalmente, en 1955, y luego de casi cincuenta años, el por entonces, Presidente Juan Domingo Perón, inauguró la tan esperada obra, transformándose en el embalse de agua más grande de Sudamérica.
Hacia finales del año 2021, se iniciaron los trabajos de refuncionalización del descargador de medio fondo, debido a su deficiente funcionamiento

### La central
Al pie del dique se construyó una central hidroeléctrica de 15.000 HP. La misma está equipada con tres turbinas tipo Francis verticales, de 4500 kVA c/u, a 375 rpm, que reciben el agua de una tubería forzada de 2 m de diámetro, que derivan de una tubería central de 4 m de diámetro, excavada en la roca, y recubierta con hormigón, permitiendo un caudal de 30 m³/s, a una velocidad de 2,20 m/s y que proviene de una toma de agua ubicada en la base de una torre de 40 m de altura, fundada sobre roca granítica. En la base de esta torre, hay una boca de ingreso de agua, que por el túnel de 168 m de longitud antes mencionado, conduce la columna de agua hasta las turbinas que producen 10,5 MWh.

Con el paso de los años, esta central no fue la única construida sino que aguas abajo del dique se construyeron dos centrales más que, aunque tienen nombre, son conocidas en la actualidad como Segunda usina (Central Cassafousth - 1927), y Tercera usina (Central Reolín - 1936). Luego de estas dos, se encontraba la central originariamente proyectada por la empresa inglesa, en el paraje 'El Salto', y que, al construirse el dique Piedras Moras, quedó bajo las aguas.
Aumentar la altura del paredón, significó un nuevo problema: el agua se derivaría por un sector bajo en la margen derecha del paredón, y alcanzar la ciudad, por lo que hubo que hacer un paredón auxiliar.
Si bien el proyecto de irrigación se mantuvo, quedó suspendido a una segunda etapa del proyecto, que a decir verdad nunca se concretó.
Algunos restos de la anterior obra, habían quedado construidos: el edificio de una sub-usina (actualmente es el museo municipal) y algunos bloques de cemento que se utilizarían en el armado del paredón.

Finalmente, en 1955, y transcurridos casi 50 años, el por entonces Presidente Juan Domingo Perón, inauguraba la tan esperada obra, convirtiéndose así en el mayor embalse de agua de Sudamérica.

## Embalses y centrales hidroeléctricas
Aguas abajo de la represa, se encuentra un segundo embalse, mucho más pequeño, que a través de un túnel alimenta a la:
- 2ª Usina (Ing. Cassafousth): La obra comenzó en 1916 y se inauguró recién en 1954. Su nombre rinde homenaje a quien fuera promotor de la construcción de embalses en la provincia de Córdoba y autor del proyecto original de este y otros embalses (Dique Malpaso y Dique San Roque). Debido a la topografía del terreno, la actividad náutica en este embalse es prácticamente nula.

En el punto en que desagua la central Cassafousth, comienza la cola del tercer embalse, algo mayor que el anterior, y que alimenta a la:
- 3ª Usina Ing. Reolín: en este embalse hay poca actividad náutica como canotaje y vela, aunque es mayor que en su antecesor. Su nombre hace referencia a Benjamín Reolín, promotor de la construcción de embalses.

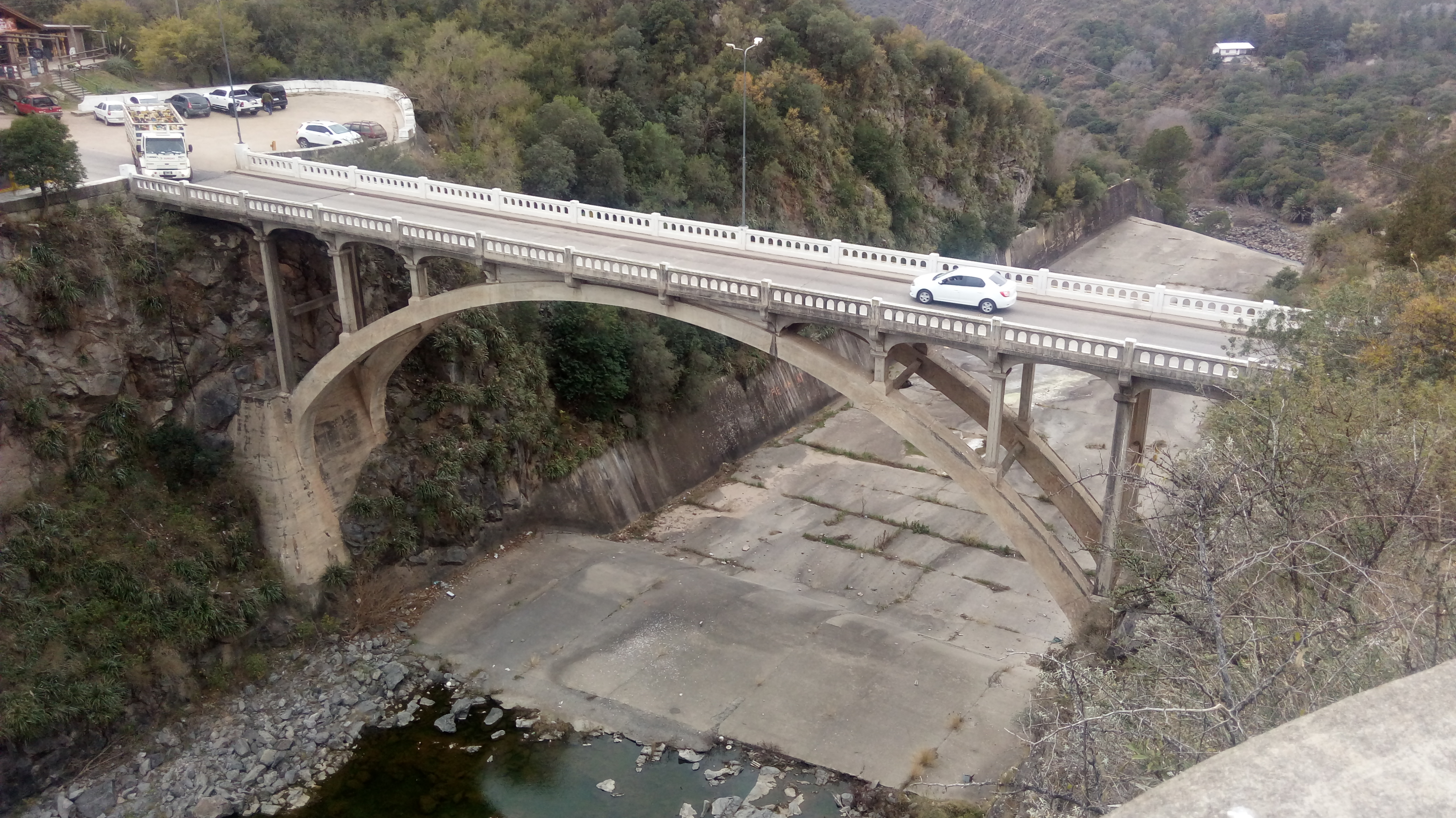
Puente de la ruta provincial 5 sobre el canal de restitución (vertedero)

- Central Nuclear: En el kilómetro 5 de la RP E61, se llega al acceso a la Central Nuclear Embalse, se visita con reserva previa. Dicha central atómica comenzó a funcionar en 1983 en sus costas, utilizando 120 000 m³/h del agua del embalse como refrigerante.

## Fauna Ictícola y eutrofización

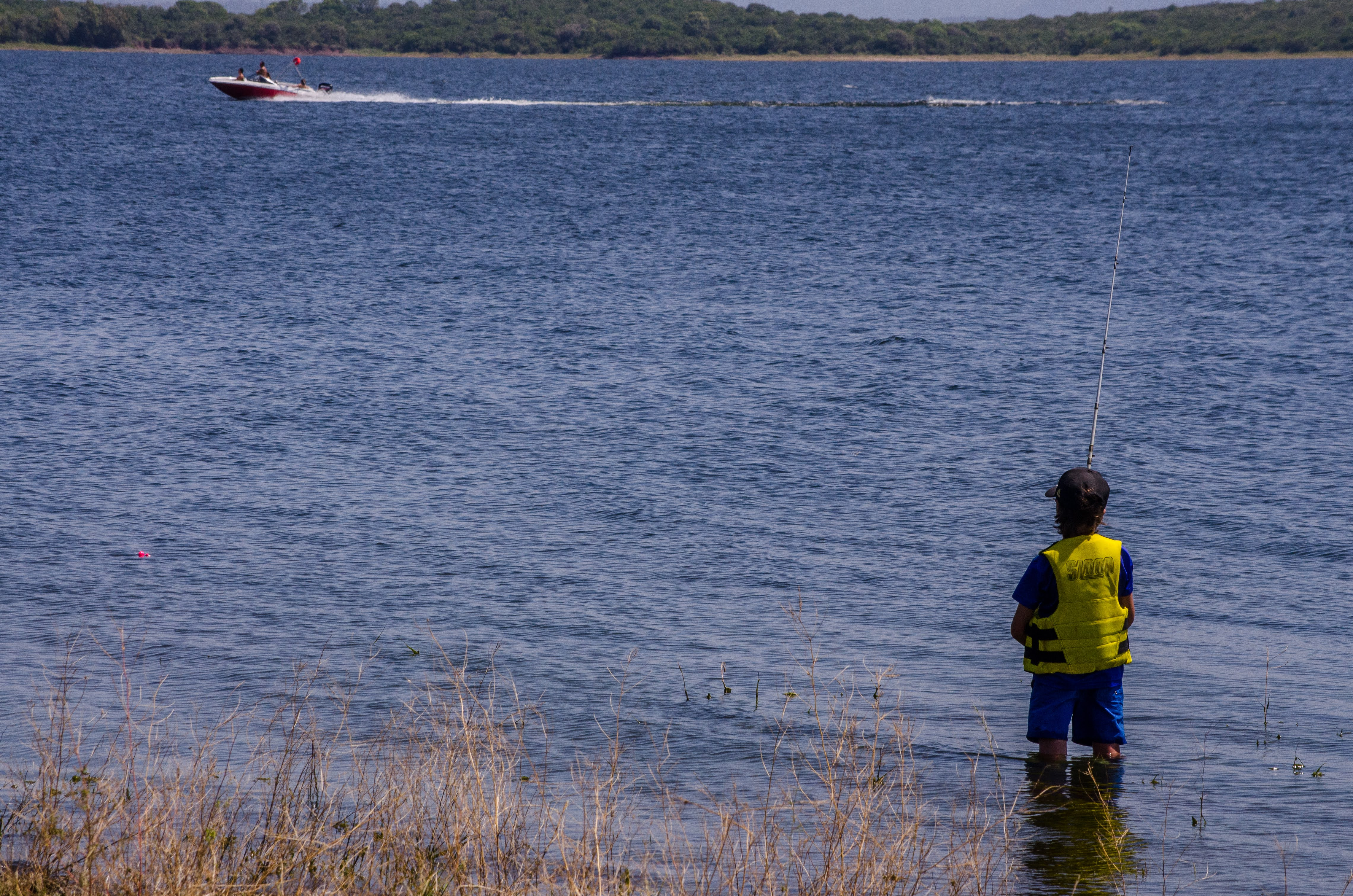
Actividad náutico pesquera

Los embalses de la provincia de Córdoba adolecen de un deterioro lento pero inexorable. La Eutrofización de sus aguas, en mayor o menor medida, es una constante en todos ellos. La actividad humana en torno a sus costas, y la falta de un criterio serio y responsable para la contención del vertido de aguas negras en sus cuerpos de agua, repercute en forma directa en el incremento de materiales orgánicos que favorecen la aparición de algas y microorganismos que, en términos concretos, se perciben en el color del agua y el olor que emana de ella.Trabajos científicos de monitoreo, permiten saber cuál es la evolución de un embalse, pero solo se hacen para relevamiento y no con el fin de tomar medidas concretas de solución.
Evidentemente[¿Por qué?] esto repercute en la fauna ictícola que debe adaptarse al medio. Adaptación que no siempre es exitosa, subsistiendo solo aquellas especies que se adaptan.

## Carreteras

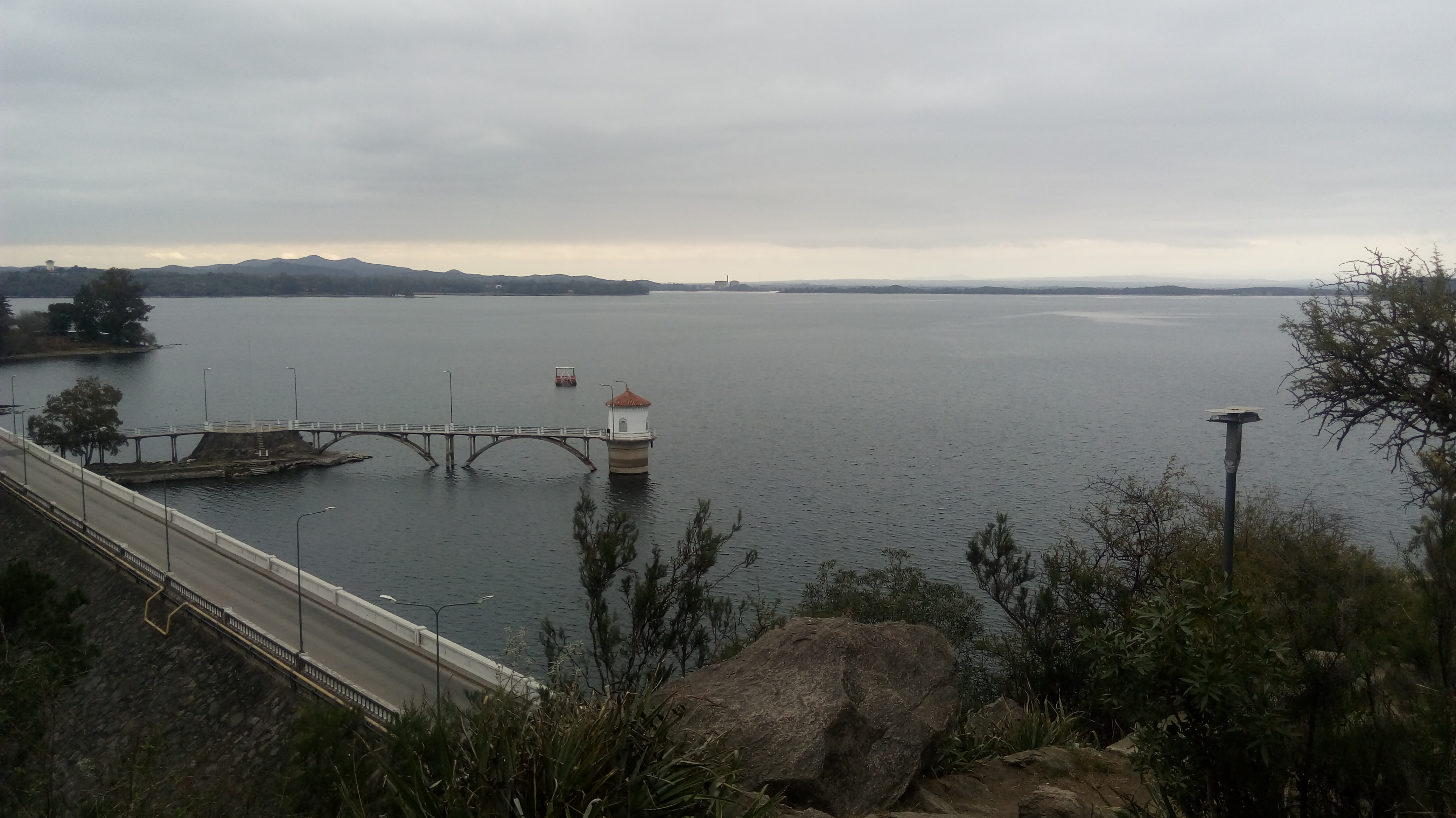
Panorámica parcial Embalse Ministro Pistarini. Al fondo de la imagen, se aprecia la Central nuclear Embalse.

Desde Córdoba se accede por  RP 5  luego de recorrer 116 km aproximadamente.
Desde Almafuerte / Rio Tercero, se accede por  RP E63 .
Desde La Cruz, se accede por  RP E61 .